# Théophile Voirol
Théophile Voirol, barone Voirol (Tavannes, 3 settembre 1781 – Besançon, 15 settembre 1853), è stato un generale svizzero naturalizzato francese.

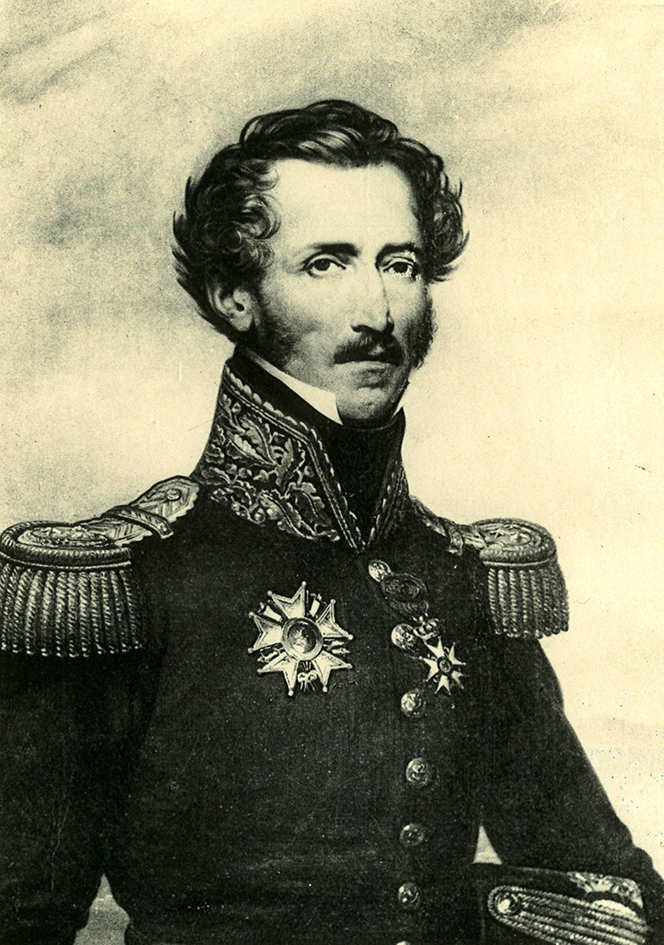
Théophile Voirol (1781-1853).

In Francia divenne governatore dell'Algeria e venne nobilitato.

## Biografia

### La carriera dalla rivoluzione alla seconda restaurazione borbonica
Nato in seno ad una ricca famiglia di Tavannes, Voirol era figlio di un pastore protestante. All'età di 12 anni, venne inviato a Basilea per iniziare l'apprendistato come mercante, ma da subito trovò quest'occupazione poco confacente alle sue aspettative.
Quando nel 1789 scoppiò la Rivoluzione francese, la Repubblica inviò le proprie armate nei territori del vescovo di Basilea nel 1792. L'area venne annessa alla Francia e molti giovani locali vennero coscritti per riempire le file dell'esercito, e tra questi il fratello maggiore di Théophile. La famiglia era allo sbaraglio, ma il diciottenne Théophile si offrì di sostituirlo: era il 1799. Fu questo l'inizio di una lunga e brillante carriera nell'esercito francese che lo portò a prestare servizio in tutti i regimi susseguitisi nel XIX secolo in Francia.
Prese parte come sottotenente alla Battaglia di Austerlitz del 2 dicembre 1805, combattendo poi in Polonia a Pułtusk e poi in Spagna. Nel 1812 fu impegnato nella Campagna di Russia con Napoleone.
Promosso colonnello l'anno successivo, si distinse nella campagna di Francia nella Battaglia di Nogent-sur-Seine ed a Bar-sur-Aube nel 1814, ricevendo da Napoleone sul campo il grado di generale di brigata. Rimase fedele all'imperatore durante i Cento Giorni e cooperò alla difesa di Strasburgo.
Con l'inizio della seconda Restaurazione borbonica, cadde in disgrazia e venne costretto a ritirarsi dall'esercito. Nel 1820 sposò ad Avignone Anastasie Aumont, originaria di Besançon. Rientrato nell'esercito nel 1823, tra il 1831 ed il 1832 prese parte alla campagna del Belgio e nel 1833 venne promosso generale di divisione.

### Comandante in capo in Algeria (aprile 1833 - luglio 1834)
Il 29 aprile 1833, a seguito del rimpatrio per malattia del generale Savary, che morì nel giugno di quell'anno, Théophile Voirol ricevette l'incarico di comandante in capo ad interim per l'armata d'Africa d'istanza in Algeria.
Durante il suo governatorato portò avanti l'occupazione di Bougie con una colonna comandata dal generale Trézel il 29 settembre 1833. A Orano, il generale Desmichels occupò Arzew e Mostaganem, e nel febbraio del 1834 concluse con l'emiro Abd el-Kader un trattato.
Fece stabilire un posto di guardia a Douera e una guarnigione a Blida chiedendo rinforzi al governo.
A lui si devono una serie di riforme importanti per l'epoca in Algeria come l'apertura della prima scuola pubblica (27 maggio 1833), l'istituzione dell'ospedale del Dey e di una chiesa cattolica, l'istituzione di una guardia nazionale ad Algeri, l'organizzazione della giustizia criminale, la creazione delle colonie di Kouba e Dely-Ibrahim. L'opera sociale di maggior rilievo che però egli compì in Algeria fu l'inizio della creazione di una grande strada ta Sahel a Mitidja.
Sulla base dell'ordinanza del 2 giugno 1834, il governo di Luigi Filippo optò ufficialmente per mantenere l'occupazione in Algeria e pertanto il ruolo di governatore generale venne conferito al generale Drouet d'Erlon.

### Gli ultimi anni
Rientrato in Francia, dal 1834 al 1840, Théophile Voirol divenne comandante militare di Strasburgo. Il 30 ottobre 1836, quando Luigi Napoleone Bonaparte, nipote dell'imperatore, tentò di sollevare la guarnigione d'istanza a Strasburgo con l'obbiettivo di marciare su Parigi e rovesciare la Monarchia di luglio, il generale Voirol ed una parte dei suoi ufficiali si rifiutarono di aderire al progetto e questa resistenza fece ben presto capitolare il tentativo.
Nel 1839, Luigi Filippo gli concesse un seggio nella Camera dei Pari.
Dal 1840 al 1848, Voirol fu comandante militare della piazza di Besançon.
Si ritirò a Besançon nel 1848, dove poi morì nel 1853.